# علف مورچه (سرده)
علف مورچه (نام علمی: Cressa) نام یک سرده از تیره پیچکیان است.